# کوین ریوز
کوین ریوز (به انگلیسی: Kevin Reeves) بازیکن فوتبال زادهٔ ۲۰ اکتبر ۱۹۵۷ اهل کشور انگلستان که سابقهٔ بازی در تیم ملی فوتبال انگلستان را در کارنامهٔ خود دارد. وی در تاریخ ۲۲ نوامبر ۱۹۷۹ نخستین بازی ملی خود را در مقابل تیم ملی فوتبال بلغارستان انجام داد و با حضور در ۲ بازی ملی، در تاریخ ۲۰ مه ۱۹۸۰ واپسین بازی ملی‌اش را در برابر تیم ملی فوتبال ایرلند شمالی برگزار کرد.